# Елеонор Спіс-Ферріс
Елеонор Спіс-Ферріс (англ. Eleanor Spiess-Ferris; нар. 3 липня 1941) — американська художниця-символістка.
Її численні роботи показують сильний вплив іспанської та індіанської культур північного Нью-Мексико, де вона зросла.

## Життєпис
Народилася 3 липня 1941 року у місті Лас-Вегасі, штат Нью-Мексико, де росла на невеликій батьківській фермі. Її батько — Волдо Спіс (Waldo Spiess), був адвокатом з німецьким та ірландським корінням, згодом став головою Апеляційного суду штату Нью-Мексико; мати — Харрієт (Harriette), походила від ранніх іспанських поселенців на території США.

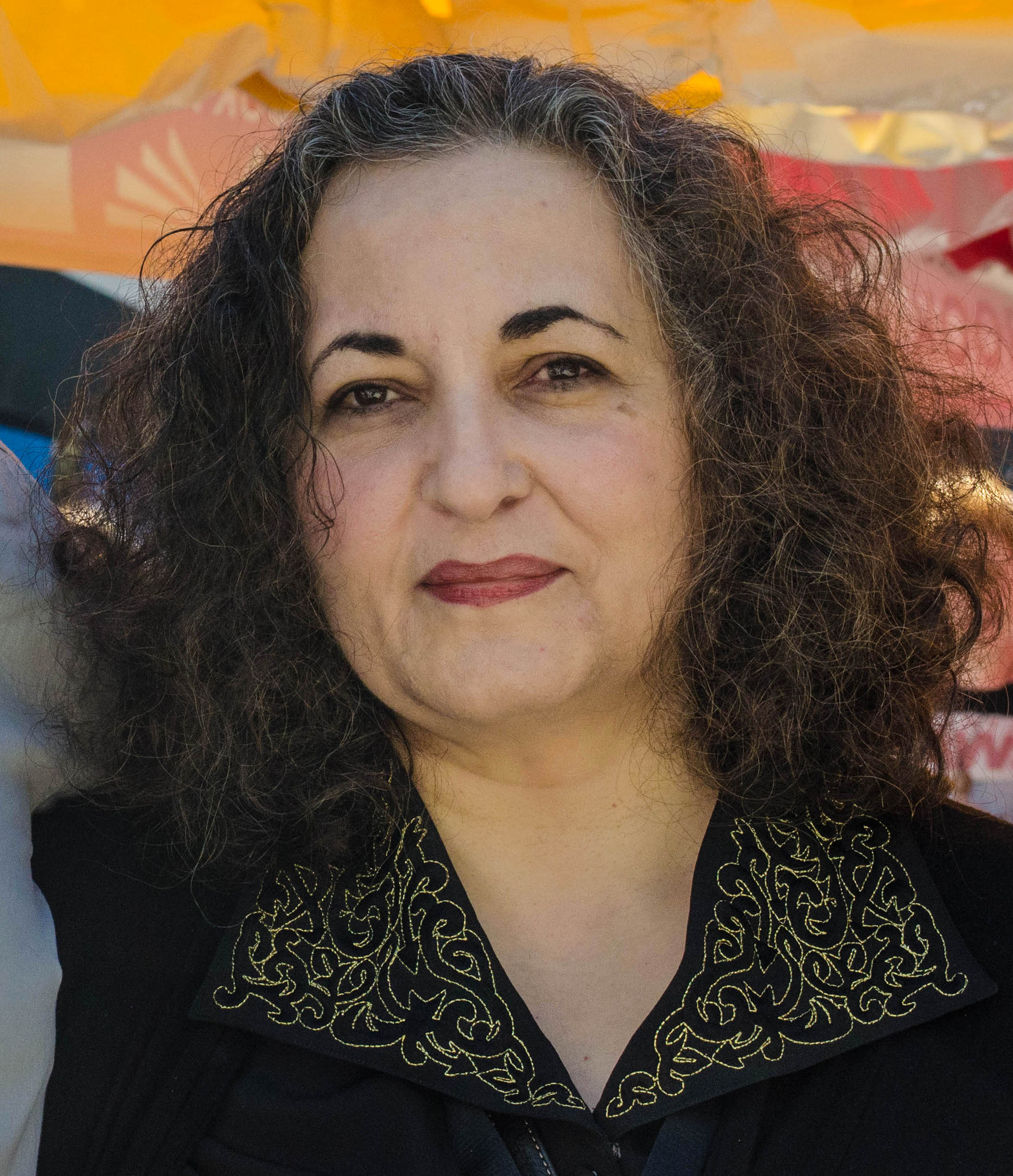
Донька Еміл Ферріс

Елеонор здобула освітній ступінь бакалавра витончених мистецтв в Університеті Нью-Мексико, після чого відвідувала Чиказький художній інститут.
У 1962 році вийшла заміж за чиказького художника та дизайнера іграшок Майка Ферріса (англ. Mike Ferris, 1938—2000). У шлюбі народилося двоє дітей: донька Еміл Ферріс (художниця, нар. 1962) та Майкл Ферріс-молодший (скульптор, нар. 1969), який одружився з нью-йоркською художницею Розмарі Фіоре (Rosemarie Fiore) . Елеонор та її чоловік недовгий час жили в Альбукерці, потім повернулися до Чикаго наприкінці 1960-х років .
Спіс-Ферріс — викладач живопису та малюнка на факультеті художнього центру The Art Center of Evanston, штат Іллінойс.

## Творчість
Елеонор Спіс-Ферріс протягом понад чотирьох десятиліть створила велику кількість представлених на виставках робіт олійними фарбами, гуашшю та олівцем Конте. У пізніший період вона займалася керамікою. Її роботи змішують міфологічні, духовні, психологічні, екологічні та феміністські теми у казкових контекстах. Художниця спирається у своїх роботах на спогади дитинства у високогірній частині штату Нью-Мексико.
Роботи художниці поєднують елементи сюрреалізму, символізму та експресіонізму та вказують на твори Ієроніма Босха, Поля Дельво та Джеймса Енсора — художників, які вплинули на її художній розвиток.
Спіс-Ферріс була удостоєна численних нагород, у тому числі грантів Artist-in-Residence grants на Anchor Graphics and Paper Press та Illinois Arts Council Fellowship Grant, а також премії Vielehr Award Художнього інституту Чикаго .
Елеонор Спіс-Ферріс була учасницею багатьох виставок, головними з яких були:
- 2014 рік — Inside the Outside Imagism, Художній центр Гайд-парку, Чикаго
- 2013 рік — Fecundity, Packer Schopf Gallery, Чикаго
- 2012 рік — Ophelia's Gardens, JRB Gallery, Оклахома-Сіті
- 2011 — Shallow Waters, Augustana College, Су-Фолс
- 2010 — Paintings of a Suffering Planet, Університет Західного Іллінойсу[en] , Макомб
- 2006 рік — Water and Other Wise, Чикаго
- 2002 рік — Regeneration, Zaks Gallery, Чикаго
- 1999 — New Works, Zaks Gallery, Чикаго
- 1996 — The Goddess Series, Shircliff Gallery of Art, Вінсенс
- 1994 — Works on Paper, Zaks Gallery, Чикаго
- 1990 рік — New Works, Zaks Gallery, Чикаго
- 1987 рік — Beamish Mummery, Chicago Cultural center, Чикаго
- 1984 — New Works, Eleanor Spiess-Ferris, van Stratten Gallery, Чикаго